# (5479) Grahamryder
(5479) Grahamryder  es un asteroide perteneciente al cinturón de asteroides, descubierto el 30 de octubre de 1989 por Schelte John Bus desde el Observatorio Interamericano del Cerro Tololo, en Chile.

## Designación y nombre
Grahamryder se designó inicialmente como 1989 UT5.
Más adelante fue nombrado en honor al geólogo y científico lunar británico Graham Ryder (1949-2002).

## Características orbitales
Grahamryder orbita a una distancia media del Sol de 2,5759 ua, pudiendo acercarse hasta 2,0163 ua y alejarse hasta 3,1355 ua. Tiene una excentricidad de 0,2172 y una inclinación orbital de 13,4666° grados. Emplea en completar una órbita alrededor del Sol 1510 días.

## Características físicas
Su magnitud absoluta es 13,2. Tiene 5,780 km de diámetro. Su albedo se estima en 0,304. El valor de su periodo de rotación es de 7,60 h.